# Jan Stoffel
Jan Stoffel (Deventer, 28 december 1851 - Deventer, 24 februari 1921) was een Nederlands politicus.
Stoffel was een ondernemer uit Deventer, die eind negentiende eeuw de grote voorvechter werd van landnationalisatie. Hij leidde de Bond voor Landnationalisatie die daarnaar streefde, was redacteur van het blad 'Grond aan allen' en was voorman van de kleine radicaal-liberale Volkspartij, die landnationalisatie als voornaamste programmapunt had. Hij werd in 1897 voor het district Deventer tot Tweede Kamerlid gekozen en trad toe tot de Vrijzinnig-democratische Kamerclub. Na vier maanden eindigde zijn Kamerlidmaatschap al, omdat hij zich niet thuis voelde op het Binnenhof. Hij heeft nooit het woord gevoerd in de Tweede Kamer.